# أيتاتش أرمان
أيتاتش أرمان (بالتركية: Aytaç Arman)‏ هو ممثل تركي ولد في يوم 22 حزيران 1949 في مدينة أضنة في تركيا، مثل في عدة مسلسلات تركية منها مسلسل العشق الأسود حيث مثل دور أحمد والد إيليف (إيلين) فيه.

## روابط خارجية
- أيتاتش أرمان على موقع IMDb (الإنجليزية)
- أيتاتش أرمان على موقع قاعدة بيانات الأفلام العربية
- أيتاتش أرمان على موقع ألو سيني (الفرنسية)
- أيتاتش أرمان على موقع أول موفي (الإنجليزية)
- أيتاتش أرمان على موقع قاعدة بيانات الفيلم (الإنجليزية)
- أيتاتش أرمان على موقع كينوبويسك (الروسية)